# Амадей II Савойски
Вижте пояснителната страница за други личности с името Амадей Савойски.
Амадей II Савойски или Амадей II от Мориен (на италиански: Amedeo II di Savoia, на френски: Amédée II de Savoie, Amédée II de Maurienne; * ок. 1050, вероятно в замък Шарбониер в днешен Егбел; † 26 януари 1080) от Дом Савоя, е 5-и граф на Савоя и на Мориен, маркграф на Суза (Торино), господар на Бюже, Аоста и Шабле от 1078 г. до смъртта си.
Амедей II е споменат като граф на Савоя, когато умира през 1080 г. Според скорошни историци Хумбертините – в основа на Савойската династия, въпреки че са установени в Савойското графство, носят титлата „Граф на Савоя“ едва от граф Амадей III – от 1125 г. нататък.

## Произход
Амадей, според френския историк Самюел Гишенон, е вторият син на Ото I (* 1030, † 1060), граф на Мориен, Аоста и Шабле, и на съпругата му Аделхайд (* 1016, † 1091), маркграфиня на Торино/Суза от рода Ардуини. Негови дядо и баба по бащина линия са Хумберт I Белоръки, граф на Мориен и Шабле, и Аксиленда или Аксилия, а по майчина – Оделрик Манфред II, маркграф на Торино/Суза, и Берта от Милано. Има един или двама братя и две сестри:
- Петър[8] (* ок. 1047/1049, † 1078), маркграф на Торино, съпруг на Агнес Поатиенска/Аквитанска
- Берта (* 1051, † 1087), кралица на Германия и императрица на Свещената римска империя като съпруга на Хайнрих IV[9]
- Аделхайд (* ок. 1052/1053, † нач. на 1079), вероятна съпруга на Гиг IV, граф на Албон, и съпруга на Рудолф Швабски,[10] херцог на Швабия, избран през 1077 г. за крал на римляните в опозиция на Хайнрих IV.
- Ото († 1095/1099), споменат от Самюел Гишенон,[11] погрешно считан за епископ на Асти (1073/1079).[12]

- Ото I,
 баща
- Аделхайд,
 майка
- Петър I, 
брат
- Берта, 
сестра
- Хумберт I Белоръки,
 дядо по бащина линия

## Биография

### Ранни години
Амадей е споменат за първи път през 1057 г., когато той, родителите му, брат му Петър и двете му сестри правят дарение на църквата в Улкс.
След смъртта на баща си Ото I, който умира млад на 19 януари 1057 или на 21 май 1060 г. и оставя потомците си почти деца, поверени на регентството на жена му, брат му Петър става маркгграф на Торино като Петър I. Той управлява само номинално, тъй като властта е у майка им Аделхайд. Аделхдайд освен съпруга си надживява и децата си и ефикасно държи властта до смъртта си през 1091 г. в ролята си на регентка първо на Петър I и на Амадей, а след това на Хумберт II – син на Амадей.
През 1073 г. Амадей, придружен от майка си, отива в Рим, където успява, заедно с други бургундски благородници, да произнесе клетва върху гроба на Свети Петър да защитава Светия престол.
Според монаха и средновековен хронист Ламберт от Херсфелд между декември 1076 г. и януари 1077 г. император Хайнрих IV, след като вижда, че всички алпийски проходи, свързващи Германия с Италия, са под контрола на неговите противници Рудолф фон Райнфелден, Велф IV и Бертхолд I фон Церинген, решава да мине от Бургундия, пресичайки Мон Сени, във феодалните владения на графа на Мориен Петър I на път за поклонение при папа Григорий VII в Каноса. За да може да премине от там императорът, придружен от съпругата си Берта Савойска, сестра на Амадей, преговаря с брат му Петър и с майка им Алдехайд, която самият Амадей придружава.
През юли 1078 г. Амадей с майка си Аделхайд и брат си Петър I прави дарение на Абатство Новалеза.

### Граф на Савоя и смърт
На 9 август брат му Петер I умира. След смъртта му е поставен въпросът за наследството между дъщерята на Петър Агнес и Амадей. Изглежда, че въпросът е решен чрез следване на Салическия закон, така че наследникът на Петър в неговите титли е Амадей с името Амадей II. Управлението на Амадей обаче е само номинално, тъй като то де факто остава в ръцете на майка му Аделхайд.
В своята вътрешна политика Амадей II се придържа към принципа за подкрепата на пиемонтците срещу Савойците и на Савойците срещу пиемонтците. Той дарява много привилегии на Църквата, в частност на Августинския и на Бенедиктинския орден, и жертва земи за манастирите.
Амадей II умира на 26 януари 1080 г. или около 1097 г. и е погребан в катедралата на Сен Жан дьо Мориен в Савоя. В своите титли той е наследен от най-големия си син Хумберт, още дете, под регентството на баба му Аделхайд.

## Брак и потомство
∞ за Жана, която Самюел Гишенон идентифицира с Жана Женевска († ок. 1095), дъщеря на графа на Женева Херолд II и на съпругата му Гизела. Имат един или двама сина и три дъщери:
- Хумберт Савойски (* ок. 1072; † 19 октомври 1103, Моатие), като Хумберт II Дебели, граф на Савоя, на Аоста и на Мориен (1080 – 1103)[31]; ∞ ок. 1090 за Гизела Бургундска (* ок. 1075, † сл. 1133), дъщеря на Гийом I Велики, граф на Бургундия, и на Стефания, както и сестра на папа Каликст II, от която има имат петима сина и две дъщери.
- Констанция, чрез брак маркграфиня на Монферат; ∞ за Ото II, маркграф на Монферат[32] († 20 ноември 1084), от когото има двама сина.
- Аделхайд (ок. 1068/72, † 1090), ∞ за Манас (II) дьо Колини († ок. 1086/90)[33], от когото има двама сина
- Аксилия († сл. 1094), ∞ ок. 1080 г. за Хумберт (II) († 1101), господар на Божьо[34], от когото има четирима сина и две дъщери
- Ото, потвърден само от Europäische Stammtafeln (том II, с. 190).[35]

### Първични източници
- Monumenta Germaniae Historica, Scriptores (in Folio) (SS), tomus V. Архив на оригинала
- Le carte della prevostura d'Oulx raccolte e riordinate cronologicamente fino al 1300
- Il conte Umberto I (Biancamano) e il re Ardoino: ricerche e documenti
- Regesta comitum Sabaudiae
- Antiquitates Italicæ medii ævi
- Peter der Zweite, Graf von Savoyen, Markgraf in Italien
- Cartulaire de l'église collégiale Notre-Dame de Beaujeu
- De Helvetia

### Историографски източници
- Marie José, Das Haus Sayoven, Herausgegeben von der Stiftung Pro Castellione, 1994
- Francesco Cognasso, Amedeo II, conte di Savoia, в Dizionario biografico degli italiani, vol. 2, Roma, Istituto dell'Enciclopedia Italiana, 1960.
- Histoire de Savoie, d'après les documents originaux,... par Victor... Flour de Saint-Genis. Tome 1
- Histoire généalogique de la royale maison de Savoie, justifiée par titres, ..par Guichenon, Samuel
- The early history of the house of Savoy (1000-1233)

### Други
- COMTES de SAVOIE et de MAURIENNE 1060-1417 - AMEDEE de Savoie, на fmg.ac, Foundation for Medieval Genealogy. Посетено на 5 юни 2023 г.
- MARCHESI di SUSA - AMEDEE de Savoie, на fmg.ac, Foundation for Medieval Genealogy. Посетено на 5 юни 2023 г.
- The House of Savoy - Amedeo II, на genealogy.euweb.cz, Genealogy. Посетено на 5 юни 2023 г.